# Russian Roulette (억셉트의 음반)
| 전문가 평가                      | 전문가 평가 |
| 평가 점수                        | 평가 점수   |
| 출처                             | 점수        |
| -------------------------------- | ----------- |
| AllMusic                         | [ 1 ]       |
| Collector's Guide to Heavy Metal | 7/10        |
| Rock Hard                        | 8.0/10      |

《Russian Roulette》는 1986년 4월 21일에 발매된 독일의 헤비 메탈 밴드 억셉트의 일곱 번째 스튜디오 음반이다. 이 음반은 다시 더크스 스튜디오에서 녹음되었지만, 밴드는 디터 더크스를 프로듀서로 데려오기보다는 자체 프로듀싱을 선택했다. 이 음반은 1993년 재결합 음반 《Objection Overruled》까지 우도 디르크슈나이더가 리드 보컬리스트로 참여한 마지막 음반이 될 것이다.
이 음반은 억셉트를 더 상업적으로 들리는 이전 《Metal Heart》보다 더 어둡고 무거운 발매 사운드로 되돌린다. 울프 호프만은 밴드의 결정에 대해 "아마 우리는 우리의 자연스럽고 세련된 사운드가 아닌 레코드로 돌아가려고 노력했을 것입니다. 우리는 세련되고 깔끔한 《Metal Heart》가 그다지 마음에 들지 않았습니다. 저는 그 음반에서 기타를 연주하는 것에 대해 매우 만족했고 제 파트에도 만족했지만, 그 당시 밴드의 전체 분위기는 《Metal Heart》를 제작한 디터 더크스와 다시는 이런 일을 겪고 싶지 않았던 것으로 기억합니다."

## 배경
이 음반은 밴드의 셀프 프로듀싱 체제로 제작되었다. 울프 호프만은 2002년 인터뷰에서 전 스튜디오 음반 《Metal Heart》 (1985년)에서 디터 더크스의 사운드 만들기를 품위있고 깨끗하다고 평가하면서 《Balls to the Wall》 때처럼 직접 프로듀싱해 액셉트의 스피릿을 더 얻고 싶다고 말했다.
피터 발테스는 음반의 제목과 앞면 커버를 러시아 룰렛 게임으로 전쟁을 보여주며 음반 전반에 걸쳐 강력한 반전 주제를 표현한 것으로 설명했다. "그것은 가서 당신이 아는 게임을 하라는 것을 의미해요, 얼마나 어리석은 게임인지. 한 명은 반드시 죽을 것입니다."

## 곡 목록
모든 곡들은 억셉트와 개비 호프만에 의해 작사/작곡하였다.
| #  | 제목                        | 재생 시간 |
| -- | --------------------------- | --------- |
| 1. | 〈T.V. War〉                | 3:29      |
| 2. | 〈Monsterman〉              | 3:26      |
| 3. | 〈Russian Roulette〉        | 5:22      |
| 4. | 〈It's Hard to Find a Way〉 | 4:19      |
| 5. | 〈Aiming High〉             | 4:24      |

| #   | 제목                      | 재생 시간 |
| --- | ------------------------- | --------- |
| 6.  | 〈Heaven Is Hell〉        | 7:12      |
| 7.  | 〈Another Second to Be〉  | 3:19      |
| 8.  | 〈Walking in the Shadow〉 | 4:27      |
| 9.  | 〈Man Enough to Cry〉     | 3:14      |
| 10. | 〈Stand Tight〉           | 4:05      |